# Саликоне-Котура (Потенца)
Саликоне-Котура (итал. Salicone-Cotura) је насеље у Италији у округу Потенца, региону Базиликата.
Према процени из 2011. у насељу је живело 27 становника. Насеље се налази на надморској висини од 640 м.